# Evangelische Kirche (Verna)

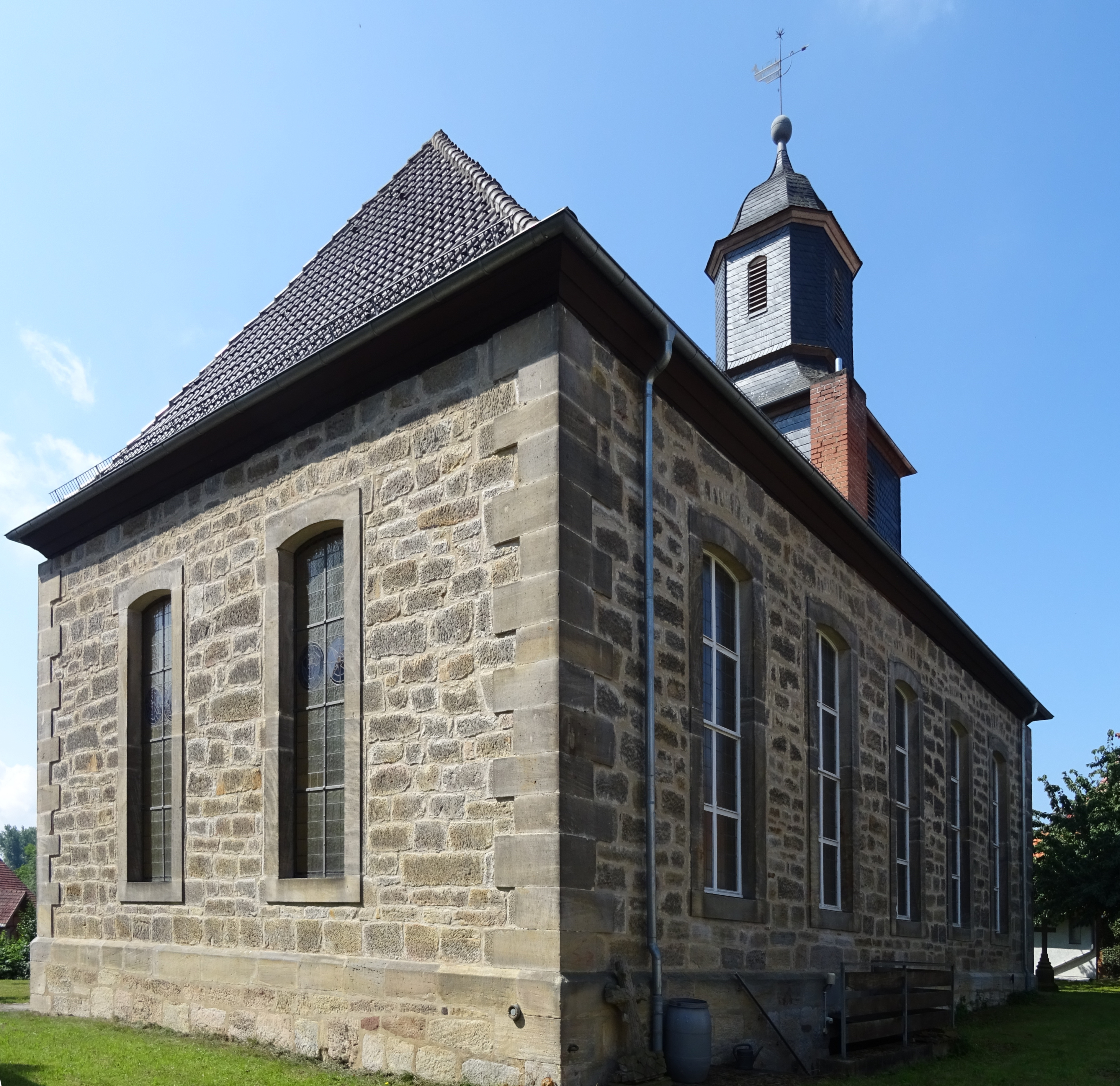
Evangelische Kirche in Verna

Die Evangelische Kirche Verna ist ein denkmalgeschütztes Kirchengebäude in Verna, einem Gemeindeteil von Frielendorf im Schwalm-Eder-Kreis in Hessen. Die Kirchengemeinde gehört zum Kirchenkreis Schwalm-Eder im Sprengel Marburg der Evangelischen Kirche von Kurhessen-Waldeck.

## Beschreibung
Die Saalkirche wurde 1776/77 erbaut. Aus dem Satteldach des Kirchenschiffs erhebt sich im Westen ein quadratischer, schiefergedeckter Dachreiter, der einen achteckigen Aufsatz hat, auf dem eine glockenförmige Haube sitzt. Der Innenraum hat Emporen an drei Seiten. Zur Kirchenausstattung aus der Bauzeit gehören ein Altar und eine Kanzel, die hinter ihm steht. Die Orgel wurde 1819 von Georg Wilhelm gebaut.